# Millas

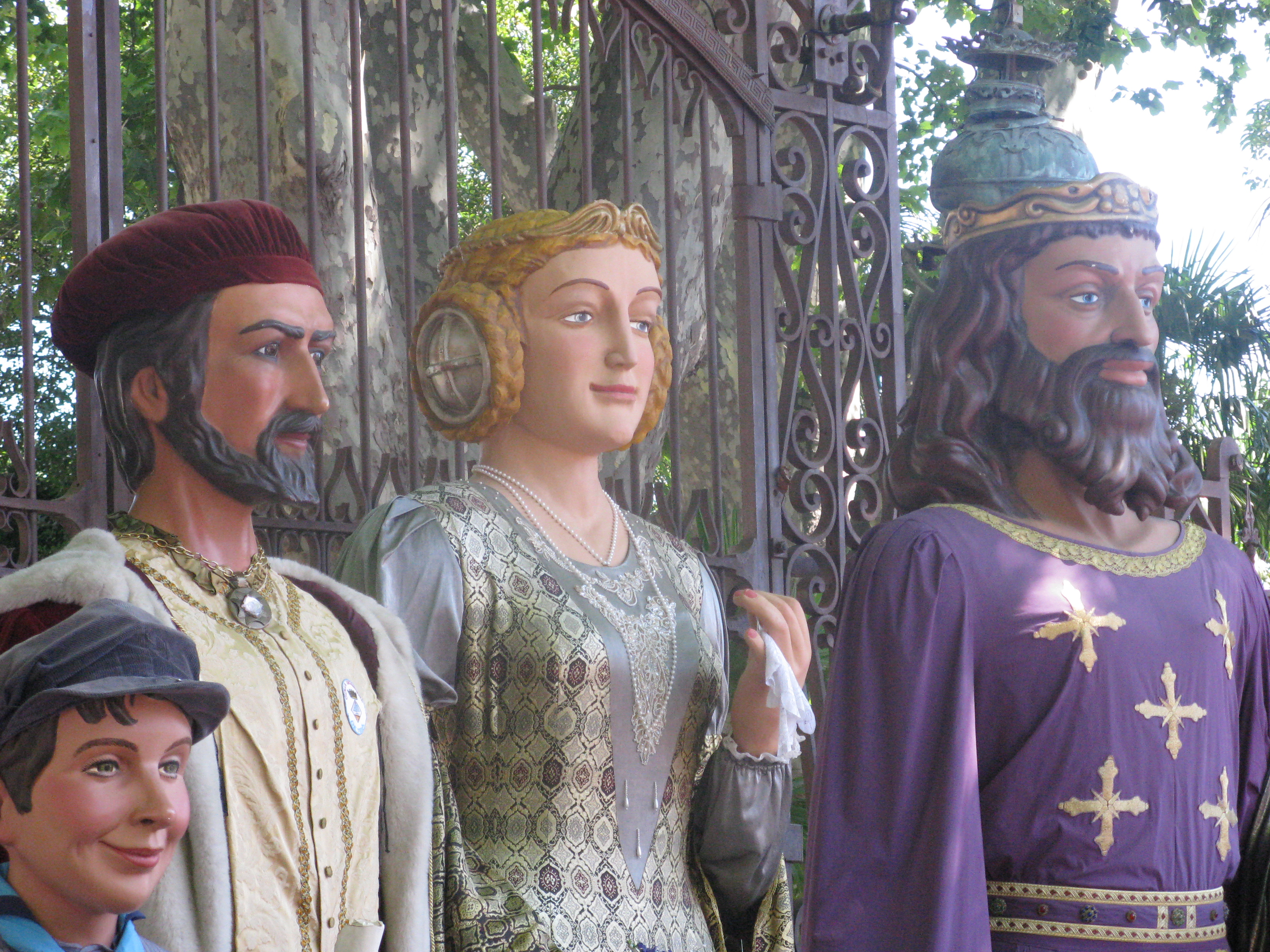
Los gigantes de la feria de Millas.

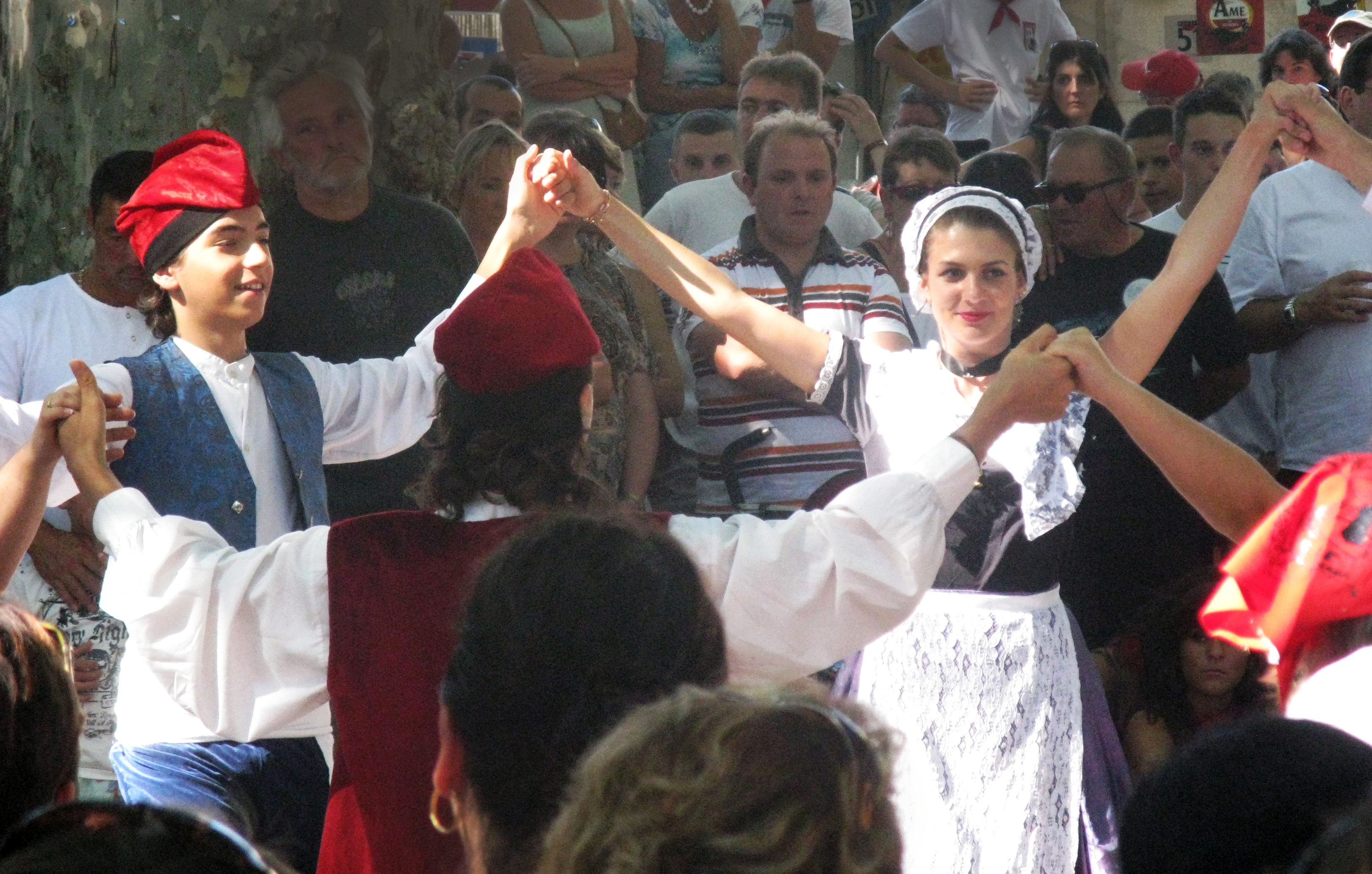
La sardana de la feria de Millas.

Millas (en catalán Millars) es una localidad y comuna francesa situada en el departamento de Pirineos Orientales y la región de Occitania, en la comarca del Rosellón. Tenía 3.849 habitantes en 2007.
Sus habitantes reciben el gentilicio de Millassois en francés y el  de Millàs, millasa en catalán.
Administrativamente, pertenece al distrito de Perpiñán, al cantón de Millas (del cual es capital) y a la Communauté de communes de Roussillon Conflent.

## Etimología
La etimología más plausible de Millas, como parece indicarlo el escudo del pueblo, provendría del cultivo del mijo (mill en catalán). Este nombre, bajo la forma latinizante "Millares", está documentado por primera vez en 898.

## Geografía
La comuna de Millas limita con Montner, Corneilla-la-Rivière, Saint-Féliu-d'Amont, Camélas, Corbère-les-Cabanes, Corbère, Ille-sur-Têt, Néfiach y Bélesta. Se enmarca en la comarca del Rosellón, en la microrregión natural llamada Ribéral.
Se ubica en la route nationale 116 entre Prades y Perpiñán, en la confluencia del Têt y el Boulès.

## Historia
Durante el siglo XII fue el centro de la señoría de Millas y, ya en el siglo XVIII, del marquesado de Millas.

## Demografía
| 2453 | 2489 | 2569 | 2824 | 3091 | 3452 | 3731 | 3924 | 4218 | 4279 |
| Para los censos de 1962 a 1999 la población legal corresponde a la población sin duplicidades (Fuente: INSEE [Consultar]) |      |      |      |      |      |      |      |      |      |

## Lugares y monumentos
- La iglesia Santa Eulalia

Esta iglesia, que se construyó en el siglo XV, ha conservado algunos elementos de su estructura románica inicial como el campanario y el portal sur. Está clasificada como Monumento Histórico de Francia. El campanario, pieza arquitectural de gran interés, es del siglo XII y tiene unos 27 m de altura.
- La Portalada
- El Portal de Vilafranca
- Força Real